# 天譴 (短篇小說)
《天譴》（英語：The Hammer of God）是英國作家G·K·卻斯特頓所著的短篇推理小說，收錄於1911年的短篇小說集《布朗神父的天真》。
故事以放蕩的波恩上校和英國國教副牧師威爾佛瑞德·波恩兄弟間的關係為主題。

## 情節簡介
一天早上，副牧師威爾佛瑞德·波恩在前往教堂途中，見到他酗酒與放荡的哥哥波恩上校在炫耀與鐵匠妻子私通的事，威爾佛瑞德在勸阻無效後便進入教堂。不久後，波恩上校被發現死在鐵匠舖的院子裡，死因為頭部遭到猛烈重擊。力氣巨大的鐵匠塞米翁·巴恩斯本被認為是嫌犯，但他有不在場證明，而鐵匠妻子的力氣也不可能造成這樣的傷勢。
來到現場並洞悉了一切的布朗神父私下找到威爾佛瑞德，道出了真兇就是他：威爾佛瑞德厭惡哥哥的作為，於是失去控制，在教堂的一個高台上向位在鐵匠舖的哥哥扔下一柄小鐵錘，其在引力作用下擊碎了波恩上校的頭骨。在與布朗神父一席話後，威爾佛瑞德主動向警方自首。